# Ren Qian
Ren Qian (chinesisch 任茜, Pinyin Rèn Qiàn; * 20. Februar 2001 in Chengdu) ist eine chinesische Wasserspringerin. Bei den Olympischen Spielen 2016 gewann sie die Goldmedaille im Turmspringen. Mit einem Alter von 15 Jahren war sie die jüngste Olympiasiegerin bei diesen Spielen.

## Karriere
Ren wechselte im Jahr 2007 von Gymnastik zum Wasserspringen. 2014 nahm sie erstmals an internationalen Wettkämpfen teil. Im Jahr 2015 gewann sie ihre erste Medaille bei den Weltmeisterschaften, die Silbermedaille im Turmsprung. Bei den Olympischen Spielen 2016 nahm sie am Finale am Turmspringen teil und wurde die jüngste Olympiasiegerin bei diesen Spielen. Im folgenden Jahr gewann sie bei den Weltmeisterschaften 2017 Medaillen im Synchronspringen vom Turm.